# 坂元達裕
坂元 達裕（さかもと たつひろ、1996年10月22日 - ）は、東京都東村山市出身のプロサッカー選手。EFLチャンピオンシップ・コヴェントリー・シティFC所属。ポジションはミッドフィールダー。元日本代表。

## 経歴

### プロ入り前
中学時代はFC東京のアカデミー（U-15むさし）に所属。中学卒業後は前橋育英高校へ進学。3年次に高校サッカー選手権に出場し、準優勝の好成績を収めた。高校卒業後は東洋大学へ進学し同校のサッカー部でプレー。1年次から試合に出場し、背番号10番を背負った4年次には同学年の浦上仁騎らと共にチームを牽引し、創部以来初めてのインカレ出場を果たした。2018年9月、2019年シーズンからのモンテディオ山形加入内定、および特別指定選手指定が発表された。

### モンテディオ山形
2019年にモンテディオ山形へ入団。2月24日、開幕戦のFC岐阜戦で67分から途中出場しプロデビュー。3月10日、第3節のFC町田ゼルビア戦でプロ入り初得点を決めた。

### セレッソ大阪
2020年1月6日、セレッソ大阪へ完全移籍で加入。2月22日、開幕戦の大分トリニータ戦で開幕スタメンを果たす。J1初挑戦で優秀選手賞を受賞。

### オーステンデ
2022年1月5日、ベルギー1部KVオーステンデへの期限付き移籍が発表された。1月21日、第21節のロイヤル・アントワープFCで移籍後初出場を果たしてアシストも記録した。5月25日、完全移籍が発表された。2022/23シーズンはチーム内MVPを受賞した。

### コヴェントリー・シティ
2023年7月11日、イングランド2部のコヴェントリー・シティへの完全移籍が発表された。

### 代表
2021年3月18日、国際親善試合およびFIFAワールドカップ2022カタールアジア2次予選兼AFCアジアカップ中国2023予選モンゴル代表戦のメンバーとして日本代表に初選出されたが、怪我により途中離脱となった。
同年5月に2度目の代表に選出された。6月3日、予定されていたU-24日本代表とジャマイカ代表の試合が中止となり、急遽行われたA代表対U-24日本代表の試合で国際Aマッチでは無いが、代表デビューを果たした。続く同月7日に行われたアジア2次予選・タジキスタン戦で国際Aマッチでの代表デビューを果たし、橋本拳人の得点をアシストした。

## 人物
- 小泉佳穂、岡村大八、鈴木徳真、渡邊凌磨、吉田舜、吉永大志は前橋育英高校の同期。特に小泉はFC東京U-15むさし時代も含め6年間チームメイトだった。
- 2021年2月に入籍。同年10月に第一子の女児が誕生した。
- 山形時代の生活については「とても良かった。ちょっと安く住める寮みたいなところに入らせてもらって、同期と隣同士で住んでいたこともありすごく楽しかった。ご飯も山形はおいしい、サポーターの人たちも本当にとても温かいし、大好き」と話した[17]。
- セレッソ時代のミゲル・アンヘル・ロティーナ監督の元で、守備力が大幅に上がったと感じており「ロティーナ監督のとき、とても楽しかった。監督が守備もすごく気を遣って、立ち位置とか練習の中でちょっとのズレとかも修正してくる監督だった。僕はそれがすごく良かったと思ってて、僕自身守備もしっかりやるっていうのが武器だと思っていたので、そこでしっかりと守備ができることもアピールしつつ、自分が攻撃しやすい状況をチームとして作り出してもらえた。すごくやりやすくやらせてもらっていた。本当にわずか数歩の位置で修正されるので「ここまでする必要あるのかな？」ってその時は思ってたけど、でも結果的にそのちょっとのズレがすごく大事だっていうのは今になって分かる。リーグ戦4位でいい順位で終わることができたので、良い監督だったなと思っている。」と話した[18]。
- 年代別代表の経験も無く、性格も内気であることから海外チームには向いていないと考えていたが、日本代表入りしてから海外移籍を考えるようになった[19]。
- コヴェントリーでの生活については「すごく充実している。奥さんもコヴェントリーが大好きで、僕も大好きで。コヴェントリーの中心街の近くに住んでいるんですけど、スーパーとか行ってもサポーターが「がんばってね」とか良い言葉を掛けてくれて、すごく愛がありますし良い街だと思います。」と話した[20]。

## 所属クラブ
- 青葉フットボールクラブ育成会
- FC東京U-15むさし
- 前橋育英高等学校
- 東洋大学
  - 2018年9月 - 同年12月  モンテディオ山形（特別指定選手）
- 2019年  モンテディオ山形
- 2020年 - 2022年5月   セレッソ大阪
  - 2022年1月 - 同年5月   KVオーステンデ（期限付き移籍）
- 2022年5月 - 2023年7月  KVオーステンデ
- 2023年7月 -  コヴェントリー・シティFC

## 個人成績
| 国内大会個人成績 | 国内大会個人成績 | 国内大会個人成績 | 国内大会個人成績 | 国内大会個人成績 | 国内大会個人成績 | 国内大会個人成績 | 国内大会個人成績 | 国内大会個人成績 | 国内大会個人成績 | 国内大会個人成績 | 国内大会個人成績 |
| 年度             | クラブ           | 背番号           | リーグ           | リーグ戦         | リーグ戦         | リーグ杯         | リーグ杯         | オープン杯       | オープン杯       | 期間通算         | 期間通算         |
| 年度             | クラブ           | 背番号           | リーグ           | 出場             | 得点             | 出場             | 得点             | 出場             | 得点             | 出場             | 得点             |
| 日本             | 日本             | 日本             | 日本             | リーグ戦         | リーグ戦         | リーグ杯         | リーグ杯         | 天皇杯           | 天皇杯           | 期間通算         | 期間通算         |
| ---------------- | ---------------- | ---------------- | ---------------- | ---------------- | ---------------- | ---------------- | ---------------- | ---------------- | ---------------- | ---------------- | ---------------- |
| 2019             | 山形             | 27               | J2               | 44               | 7                | -                | -                | 0                | 0                | 44               | 7                |
| 2020             | C大阪            | 17               | J1               | 33               | 2                | 3                | 0                | -                | -                | 36               | 2                |
| 2021             | C大阪            | 17               | J1               | 33               | 6                | 5                | 0                | 2                | 0                | 40               | 6                |
| ベルギー         | ベルギー         | ベルギー         | ベルギー         | リーグ戦         | リーグ戦         | リーグ杯         | リーグ杯         | ベルギー杯       | ベルギー杯       | 期間通算         | 期間通算         |
| 2021-22          | KVオーステンデ   | 18               | ジュピラー       | 12               | 0                | -                | -                | -                | -                | 12               | 0                |
| 2022-23          | KVオーステンデ   | 18               | ジュピラー       | 30               | 0                | -                | -                | 2                | 0                | 32               | 0                |
| イングランド     | イングランド     | イングランド     | イングランド     | リーグ戦         | リーグ戦         | FLカップ         | FLカップ         | FAカップ         | FAカップ         | 期間通算         | 期間通算         |
| 2023-24          | コヴェントリー   | 7                | EFL              | 42               | 4                | 2                | 0                | 2                | 0                | 46               | 4                |
| 通算             | 日本             | 日本             | J1               | 66               | 8                | 8                | 0                | 2                | 0                | 76               | 8                |
| 通算             | 日本             | 日本             | J2               | 42               | 7                | -                | -                | 0                | 0                | 42               | 7                |
| 通算             | ベルギー         | ベルギー         | ジュピラー       | 42               | 0                | -                | -                | 2                | 0                | 44               | 0                |
| 通算             | イングランド     | イングランド     | EFL              | 42               | 4                | 2                | 0                | 2                | 0                | 46               | 4                |
| 総通算           | 総通算           | 総通算           | 総通算           | 182              | 19               | 10               | 0                | 6                | 0                | 198              | 19               |

その他の公式戦
- 2025年
  - プレミアリーグ昇格プレーオフ 2試合0得点

## 代表歴

### 出場大会
- 日本代表
  - 2022 FIFAワールドカップ・アジア予選（2021年）

### 試合数
- 国際Aマッチ 2試合 0得点（2021年）

| 日本代表 | 国際Aマッチ | 国際Aマッチ |
| 年       | 出場        | 得点        |
| -------- | ----------- | ----------- |
| 2021     | 2           | 0           |
| 通算     | 2           | 0           |

### 出場
| No. | 開催日         | 開催都市 | スタジアム                 | 対戦相手     | 結果 | 監督   | 大会                                                                 |
| --- | -------------- | -------- | -------------------------- | ------------ | ---- | ------ | -------------------------------------------------------------------- |
| 1.  | 2021年06月07日 | 大阪府   | 市立吹田サッカースタジアム | タジキスタン | ○3-1 | 森保一 | 2022 FIFAワールドカップ・アジア2次予選兼AFCアジアカップ2023・2次予選 |
| 2.  | 2021年06月15日 | 大阪府   | 市立吹田サッカースタジアム | キルギス     | ○5-1 | 森保一 | 2022 FIFAワールドカップ・アジア2次予選兼AFCアジアカップ2023・2次予選 |

## タイトル

### 個人
- Jリーグ・優秀選手賞：1回（2020年）
- オースデンテ・チーム内MVP賞：1回（2022-23シーズン）[21]